# MediaWiki
 (транскр.  МедијаВики) је вики софтвер издат под ГНУ општом јавном лиценцом. Оригинални творац је Мангус Манске. Првобитно направљен за Википедију али и за остале пројекте Викимедијине задужбине. У пракси он омогућава писање на Википедији поједностављеним HTML-ом односно вики текстом. Направљен је тако да може подржати велики број корисника и страна. За његов рад су неопходни  и .

## Лиценца
Медијавики је бесплатан и отвореног кода и дистрибуира се под условима ГНУ Опште јавне лиценце верзије 2 или било које новије верзије. Његова документација, која се налази на званичном сајту www.mediawiki.org, објављена је под лиценцом Кријетив комонс BY-SA 4.0 и делимично у јавном власништву. Конкретно, приручници и други садржај на MediaWiki.org имају лиценцу Кријетив комонс, док је скуп страница помоћи намењених да се слободно копирају у нове вики инсталације и/или дистрибуирају уз Медијавики софтвер, јавно власништво. Ово је урађено да би се елиминисали правни проблеми који произилазе из увоза страница помоћи на викијима са лиценцама које нису компатибилне са лиценцом Кријетив комонс. Развој Медијавикија је генерално фаворизовао употребу медијских формата отвореног кода.

## Безбедност
Програмери Медијавикија су усвојили безбедносне стандарде, како за основни код тако и за проширења. SQL упити и HTML излаз се обично обављају преко функција омотача које рукују валидацијом, избегавањем, филтрирањем ради спречавања скриптовања на више локација и SQL ињекције. Многи безбедносни проблеми су морали да се закрпе након објављивања верзије Медијавикија, и сходно томе MediaWiki.org наводи: „Најважнији безбедносни корак који можете да предузмете је да одржавате свој софтвер ажурним“ тако што ћете се пријавити на мејлинг листу за слање обавештења, на којој се најављују безбедоносна ажурирања.

## Заједница програмера
Програмери Медијавикија су раширени широм света, али са већином у Сједињеним Државама и Европи. Састанци лицем-у-лице и сесије програмирања одржавају се једном или неколико пута годишње од 2004. године.

## Подршка
Подршка за кориснике Медијавикија састоји се од:
- MediaWiki.org, укључујући Support Desk.
- Званичну мејлинг листу, Mediawiki-l.
- Неколико књига је написано о администрацији Медијавикија,[12] укључујући и неке бесплатне књиге на мрежи.[13][14]